# Тута (футболист, 1999)
Лу́кас Си́лва Ме́ло (порт.-браз. Lucas Silva Melo; родился 4 июля 1999, Белен-ди-Сан-Франсиску), более известный как Лукас Ту́та или просто Тута (порт.-браз. Tuta) — бразильский футболист, защитник катарского клуба «Аль-Духаиль».

## Карьера
Воспитанник футбольной академии клуба «Сан-Паулу», за которую выступал с девятилетнего возраста. В составе молодёжной команды «Сан-Паулу» выиграл несколько турниров, включая молодёжный кубок и суперкубок Бразилии 2018 года. В январе 2019 года перешёл в немецкий клуб «Айнтрахт (Франкфурт)», подписав контракт до июня 2023 года.
В августе 2019 года отправился в аренду в бельгийский клуб «Кортрейк» до окончания сезона 2019/20. 24 ноября 2019 года дебютировал в основном составе «Кортрейка», выйдя в стартовом составе в матче высшего дивизиона чемпионата Бельгии против «Андерлехта». 29 февраля 2020 года забил свой первый гол за клуб в матче против «Зюлте-Варегем».

## Достижения
«Айнтрахт»
- Победитель Лиги Европы УЕФА: 2021/22